# Roman Humnicki
Roman Humnicki herbu Gozdawa – cześnik sanocki w latach 1714–1733.
Był posłem ziemi sanockiej na sejm 1730 roku.